# Sala Mercato
La Sala Mercato, precedentemente nota anche come Teatro dell'Archivolto dal nome dell'omonima compagnia che l'ha gestita sino al 2017, è un teatro italiano, sito nel quartiere di Sampierdarena a Genova. Dal 2018 è una delle sale ufficiali del Teatro Nazionale Stabile di Genova.

## Storia
Le origini del teatro sono legate a quelle dell'adiacente Teatro Modena, inaugurato nel 1857 nell'allora comune autonomo di Sampierdarena, e a quelle della compagnia teatrale Teatro dell'Archivolto, nata nel 1976.
La struttura architettonica dell'edificio risale al 1905, quando venne costruito il mercato comunale, costituito da due ampie aree: la prima, sul lato di via Ghiglione, sviluppata su tre livelli e costituita dall'ingresso, dagli uffici e dai magazzini; la seconda, sulla piazza principale, con uno spazio rialzato coperto da tre navate metalliche, che ospitava originariamente i banchi del mercato.
Riprogettata nel 1999 da Vittorio Grattarola, la Sala Mercato è stata aperta nel 2001 per volere della compagnia teatrale Teatro dell'Archivolto, che già gestiva il cartellone del Teatro Modena. Il progetto prevedeva la ristrutturazione e l'ammodernamento dello storico ex-mercato comunale. Dopo la ristrutturazione, cofinanziata dalla Comunità Europea e dalla Regione Liguria, è stato introdotto un pavimento su piattaforme mobili con palco e platea semovibili che, insieme alle pareti anch'esse mobili, possono trasformare la sala in loggia. I camerini sono invece stati collocati nella zona precedentemente dedicata ai magazzini. Infine, nel lato su via Ghiglione, sono stati collocati due foyer e gli uffici.
La nuova struttura è stata inaugurata nell'ottobre 2001 con il musical La storia di Onehand Jack di Giorgio Gallione, tratto da un racconto di Stefano Benni.
Dal marzo del 2018, insieme al Teatro Modena, è una delle quattro sale ufficiali del Teatro Nazionale di Genova. Per incrementare i finanziamenti privati, nel 2022 il comune di Genova ha proposto di intitolare la sala teatrale a un'impresa aggiudicatrice, come fatto per esempio col Teatro Nazionale di Milano (rinominato Teatro Nazionale CheBanca!) o con alcune fermate della metropolitana cittadina. Il canone richiesto era di 90.000 euro annuali o 240.000 euro triennali.
La sala dispone di 203 posti.

## Galleria d'immagini

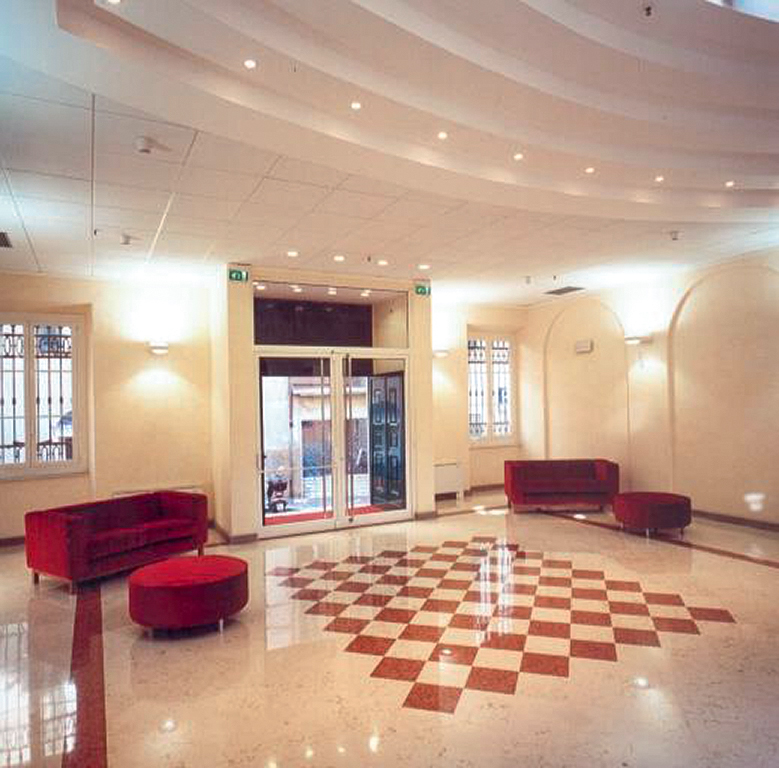
Il foyer del teatro
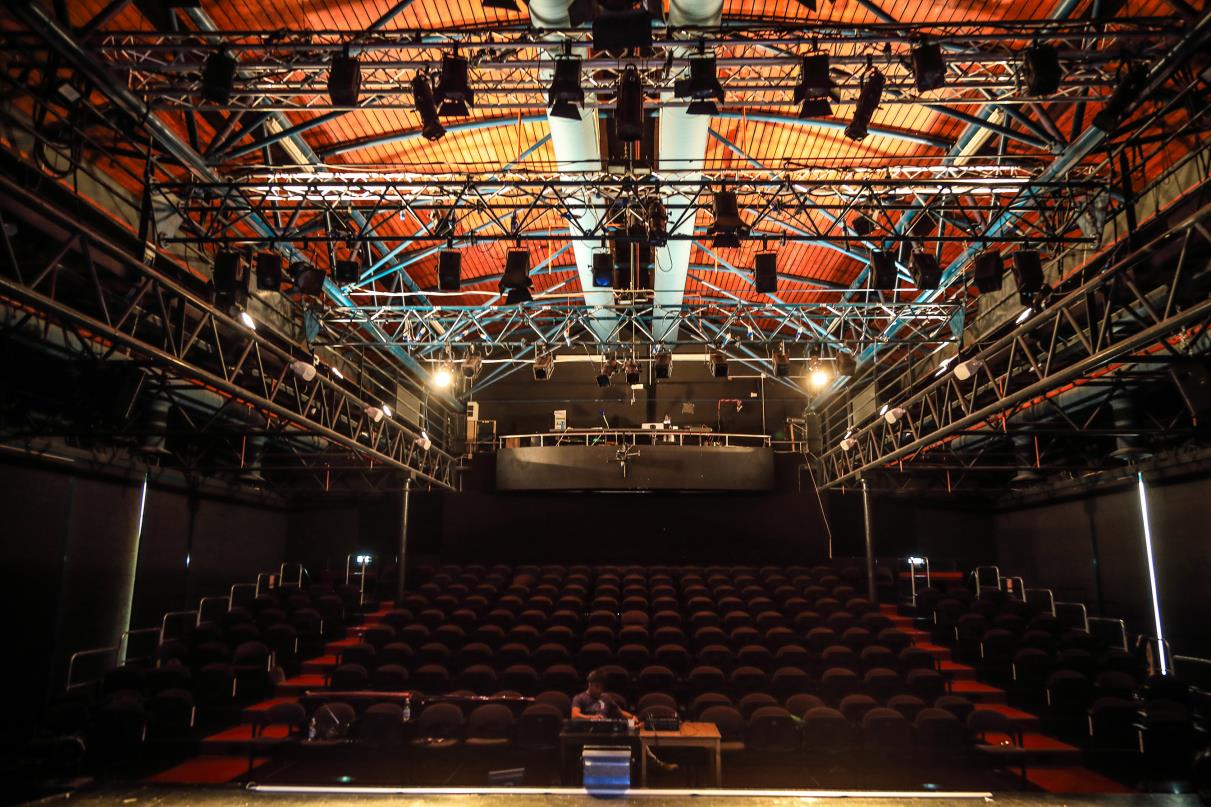
Gli interni
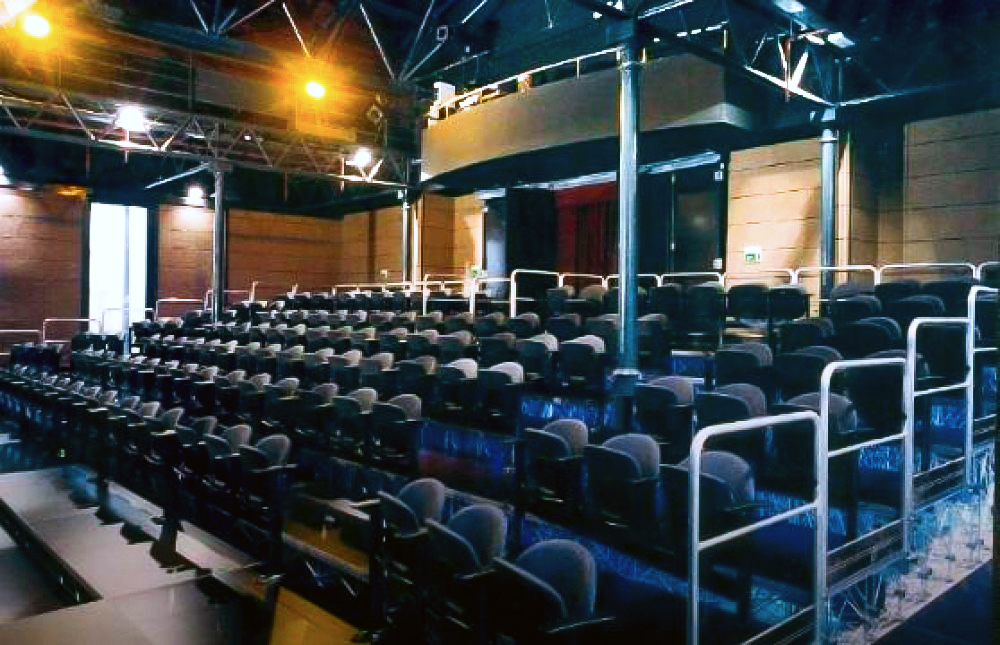
La platea
Il palco